# 名鉄ワフ70形貨車
名鉄ワフ70形貨車（めいてつワフ70がたかしゃ）とは、かつて名古屋鉄道で運用されていた木造貨車（有蓋緩急車）である。3両（ワフ71 - ワフ73）が運用された。

## 概要
- 元は1928年（昭和3年）日本車輌製造で製造された愛知電気鉄道の有蓋緩急車ワフ330形（ワフ330 - ワフ332）である。同じ年に日本車輌製造で製造された瀬戸電気鉄道の有蓋緩急車ワフ10形とは外観などに類似点が多い。1935年（昭和10年）に名岐鉄道と愛知電気鉄道が合併し名古屋鉄道が発足すると引き継がれ、1941年（昭和16年）にワフ70形（ワフ71 - ワフ73）に改番する。ブレーキは手動制動装置と空気制動装置を併設し、名古屋鉄道の有蓋緩急車としては唯一の国鉄直通貨車であった。

- 東部線で使用されたが、ワフ73は1960年代に廃車。ワフ71、ワフ72は1965年（昭和40年）に瀬戸線に移動、1970年代には国鉄直通貨車の指定が解かれている。1978年（昭和53年）に瀬戸線の貨物営業の廃止に伴い廃車となり、形式消滅した。

- ワフ71は豊田市の鞍ケ池公園で電気機関車デキ300形（デキ302）、ト1形貨車（ト1）[1]と編成を組んで静態保存されていた。このさい廃車時は瀬戸線で使用されていたのだが、「三河線専用」の表示に変更されている。2003年（平成15年）にデキ300形、ト1形貨車とともに解体された。